# كورين هوفمان
كورين هوفمان (بالألمانية: Corinne Hofmann) (و. 1960  م) هي كاتِبة ألمانية، ولدت في فراونفيلد.

## وصلات خارجية
- كورين هوفمان على موقع IMDb (الإنجليزية)
- كورين هوفمان على موقع قاعدة بيانات الأفلام السويدية (السويدية)
- كورين هوفمان على موقع قاعدة بيانات الفيلم (الإنجليزية)
- كورين هوفمان في قاعدة بيانات الأفلام على الإنترنت